# Tutti gli anni una volta l'anno
Tutti gli anni una volta l'anno és una pel·lícula de comèdia italiana del 1994 escrita i dirigida per Gianfrancesco Lazotti.

## Argument
Retrata la trobada anual de vuit amics a un restaurant de Roma on repassen les seves vides. Aquest cop llegeixen una carta força irreverent que ha escrit un d'ells, recentment mort, on els proposa que es retirin a un convent. Malgrat les reticències inicials, la idea sembla seduir-los i la sotmeten a votació

## Repartiment
- Giorgio Albertazzi: Lorenzo
- Paolo Bonacelli: Romano
- Lando Buzzanca: Mario
- Paolo Ferrari: Francesco
- Paola Pitagora: Ginerva
- Giovanna Ralli: Laura
- Jean Rochefort: Raffaele
- Vittorio Gassman: Giuseppe
- Gianmarco Tognazzi: Davide
- Alexandra La Capria: Giulia
- Carla Cassola: Annamaria
- Mariangela Giordano
- Luigi Bonos

## Premis
- Palmera de Bronze (500.000 pessetes) i premi a la millor interpretació masculina: Giorgio Albertazzi, Paolo Bonacelli i Lando Buzzanca a la XV edició de la Mostra de València.[4]